# Place Przemysł Ottokar II
La place Přemysl Ottokar II (en tchèque : Náměstí Přemysla Otakara II) est la place centrale du centre historique de České Budějovice, en Tchéquie. Elle est nommée d'après le fondateur de la ville, le roi tchèque Přemysl Ottokar II. D'une superficie de 1,7 ha, c'est la deuxième plus grande place de République tchèque après la place de Vysoké Mýtě,.
Les attractions les plus importantes de la place sont : l'Hôtel de ville baroque et la fontaine de Samson.

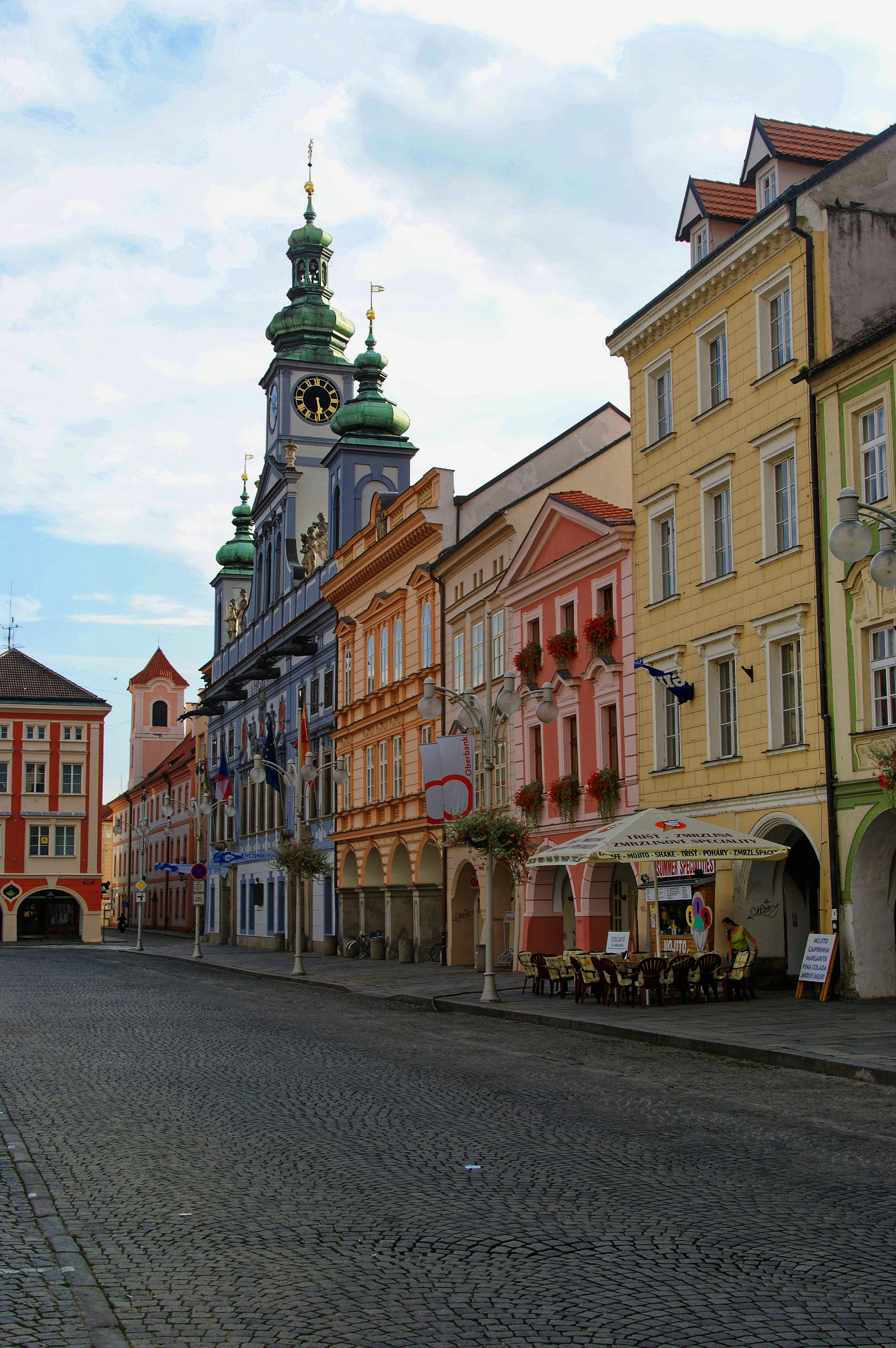
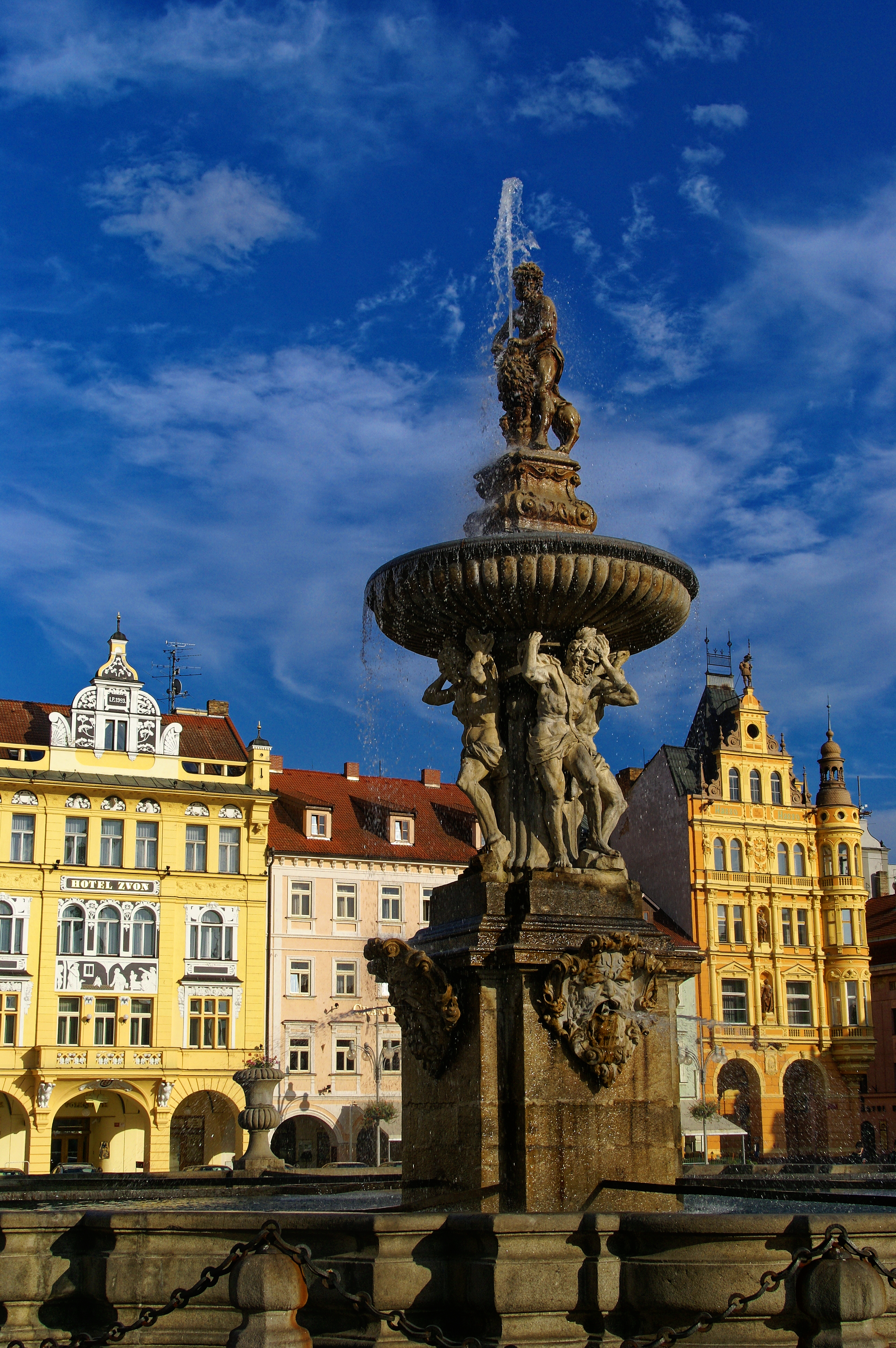
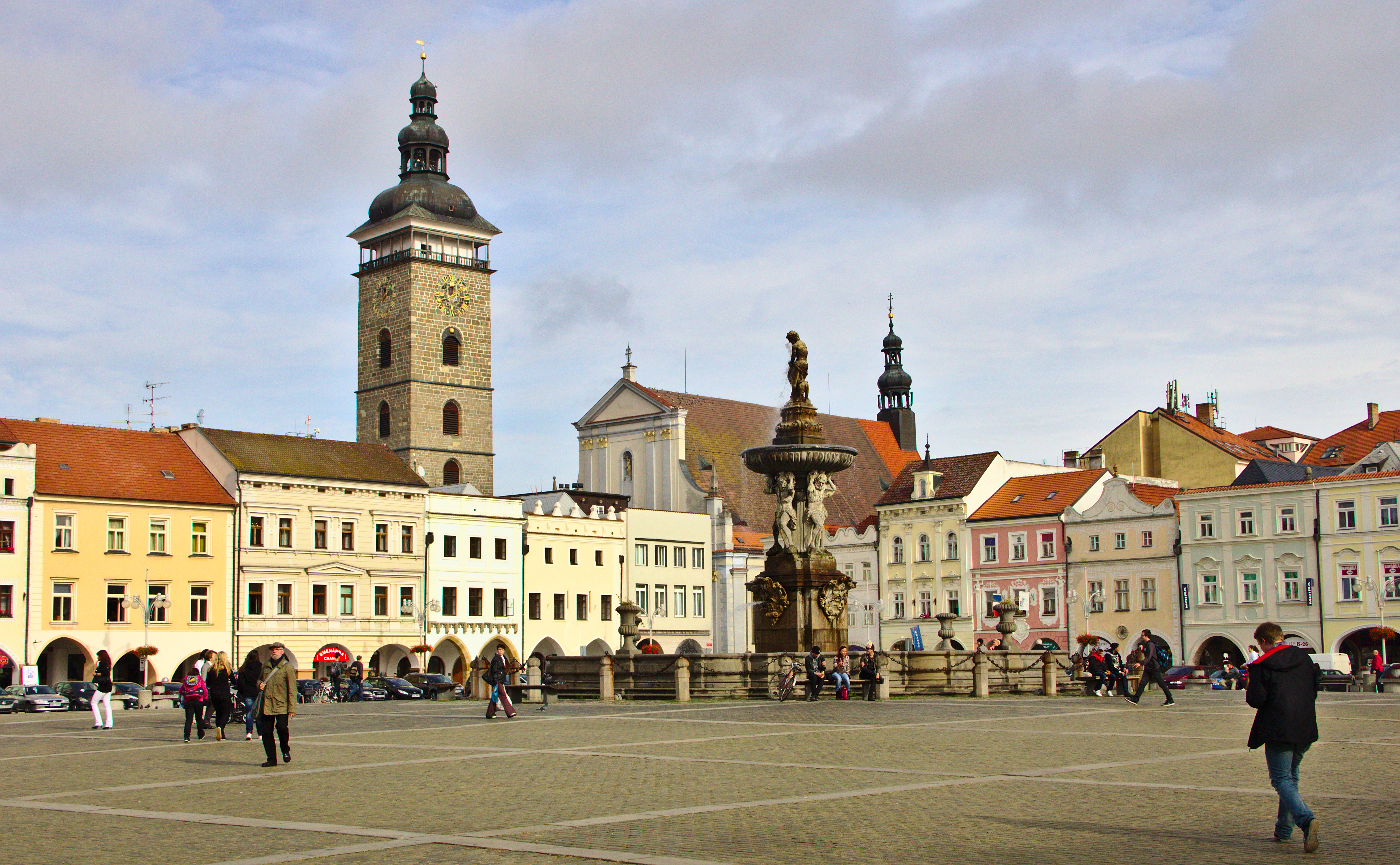

## Source de traduction
- (pl) Cet article est partiellement ou en totalité issu de l’article de Wikipédia en polonais intitulé « Rynek Przemysła Ottokara II » (voir la liste des auteurs).